# El Morillo, Pánuco
El Morillo är en ort i Mexiko.   Den ligger i kommunen Pánuco och delstaten Veracruz, i den östra delen av landet, 300 km norr om huvudstaden Mexico City. El Morillo ligger 27 meter över havet och antalet invånare är 251.
Terrängen runt El Morillo är mycket platt. Runt El Morillo är det ganska glesbefolkat, med 30 invånare per kvadratkilometer. Närmaste större samhälle är Pánuco, 7,4 km sydväst om El Morillo. Trakten runt El Morillo består till största delen av jordbruksmark.